# جوان فريمان (عالمة نفس)
جوان فريمان (بالإنجليزية: Joan Freeman)‏ هي عالمة نفس بريطانية، ولدت في 1935.